# デンドライト

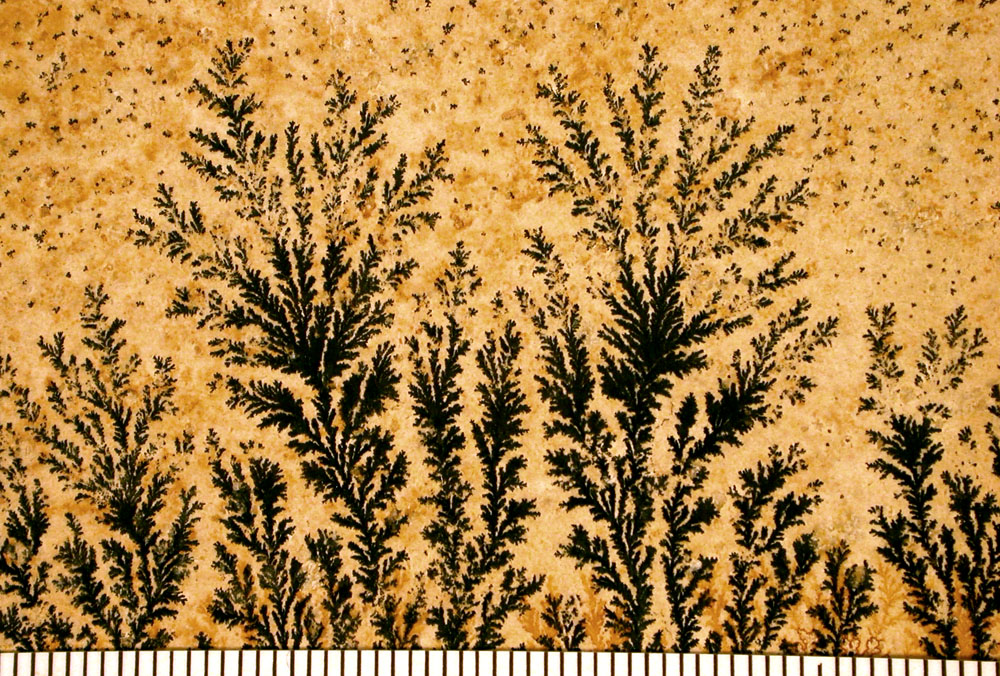
ゾーリンゲン産の石灰表面に生じたマンガンのデンドライト（黒い部分）。下の1目盛は1mm。

デンドライト（英: dendrite、樹枝状晶）、忍石（しのぶいし）とは複数に枝分かれした樹枝状の結晶。樹枝状結晶一般を指す用語で特定の成分の結晶を指さない。この形で成長する結晶は多く、冬の窓に付く霜の雪片もこの一種。自然現象でできるフラクタルである。
デンドライトの語源はギリシア語で樹を意味するデンドロン（希: δένδρον）。

## 生成機構

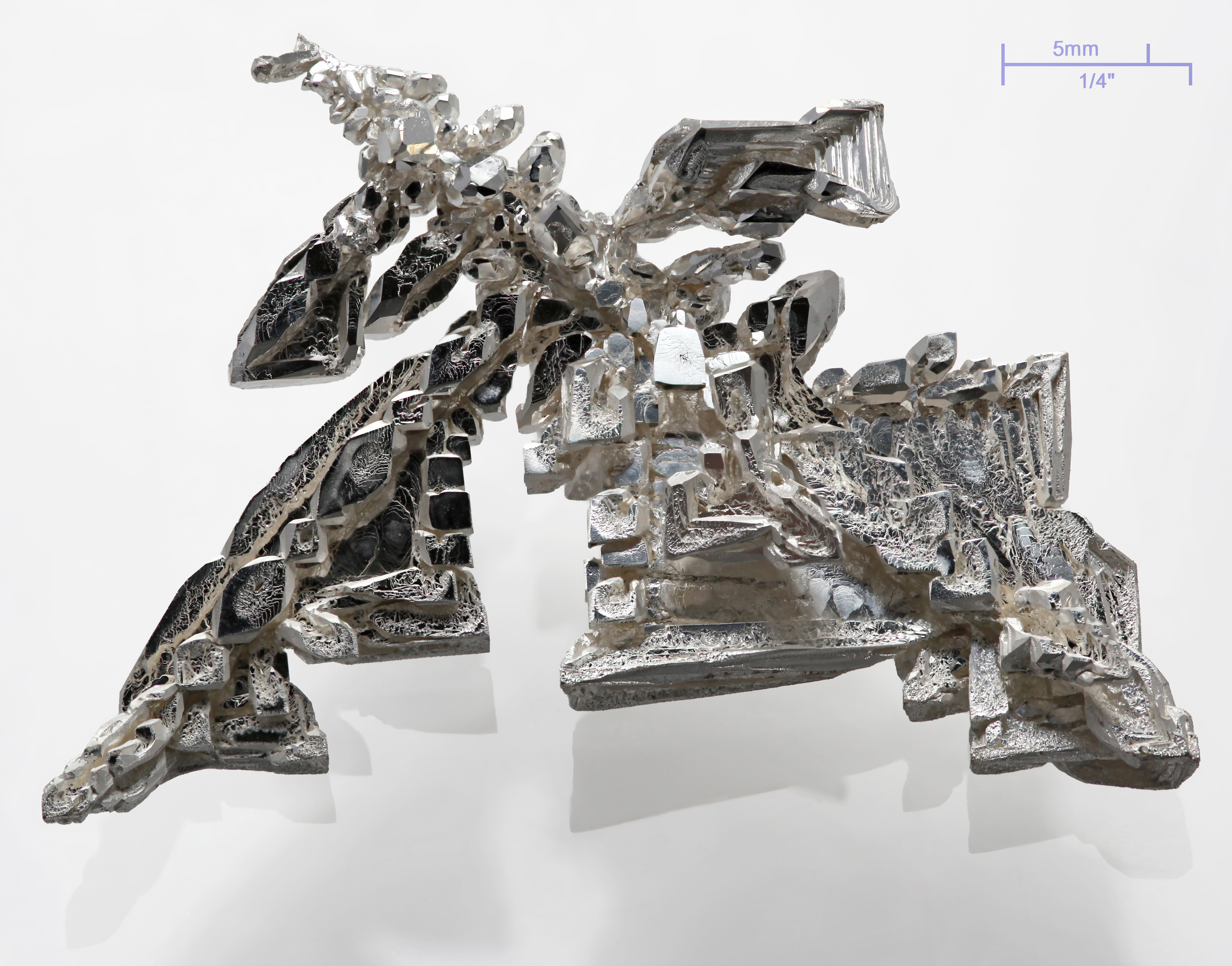
電解液に生じた銀のデンドライト。銀は立方晶系なので、デンドライトの枝は幹に対して垂直に伸びる。

一般に結晶というものは、結晶面の欠陥部分に優先して原子を取り込みやすいので、ゆっくりと成長した場合には、結晶面に凹凸が無い単純な構造となる。
それに対してデンドライトは、過冷却状態あるいは過飽和状態の液体から固体が析出した場合に生じやすい。種結晶の周りに過冷却または過飽和の液体がある場合、結晶表面への原子の吸着が急激に進む。液中の原子はとにかく早く固体になりたがっているので、種結晶の欠陥部分を埋めるだけでなく、多少居心地が悪くても結晶表面のどこにでも付く。すると、確率的に、表面の凸部分に付きやすくなる。そのため、表面の凸部分がどんどん成長して真っ直ぐ伸び、その先端はちょっとしたきっかけで枝分かれしていくので、結果としてデンドライトのような一定の規則性を持った構造になる。過冷却あるいは過飽和の度合いが大きいほど急激な結晶化が起こるので、枝の間隔が狭いデンドライトができやすい。
デンドライトの構造は、結晶の基本構造で決まる。立方晶系や正方晶系の結晶では、元の枝の90度方向に枝分かれする。六方最密充填構造では雪のように元の枝の30度方向に枝分かれする。

NASAが微小重力空間で観察したデンドライトの生成

NASAはスペースシャトルを使っての微小重力実験（Isothermal Dendritic Growth Experiment, いわゆる無重力実験）の一環として、結晶の成長を観察している。微小重力の状態では対流が起こらないため、結晶が成長しやすく、結晶ができやすい。微小重力空間では、デンドライト状結晶が金属やその合金の安定状態の一つである。例えば横浜国立大学などからなる研究チームは、鉄(Fe)とサマリウム(Sm)の混合溶融物を微小重力空間で冷却すると、熱対流による均質化が起り難いためにSmFe2という珍しい比率の合金が生成し、平面状デンドライトに成長することを発見している。
デンドライトの生成機構は複雑であるが、フェーズフィールド法を使ったコンピュータシミュレーションで、比較的現実に近い形状を再現することができるようになっている。

## ウィスカーとの違い

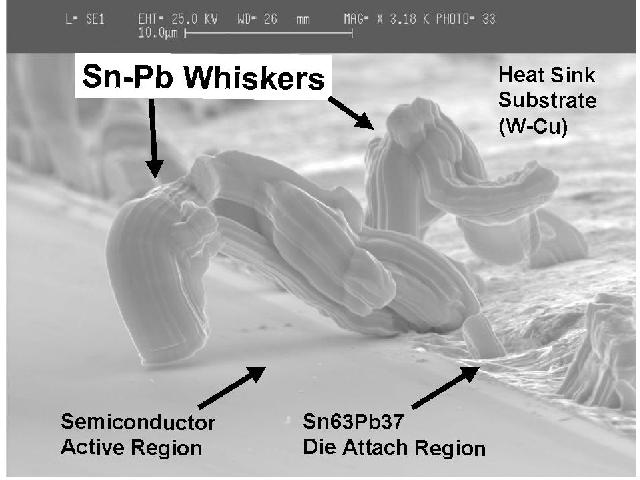
スズ・鉛合金のウィスカー電子顕微鏡写真。

スズや亜鉛などの金属は、一方向に伸びた繊維状の単結晶を生成するので、それが金属部品から生えた髭のように見えることがある。これはウィスカー（髭）と呼ばれる。デンドライトとは形状の違いで区別される。その理由はデンドライトが先端部で結晶成長するのに対し、ウィスカーは根本で結晶成長し伸びていく。このため、ウィスカーは途中で折れ曲がることはあっても枝分かれすることはほとんどない。

## 種類

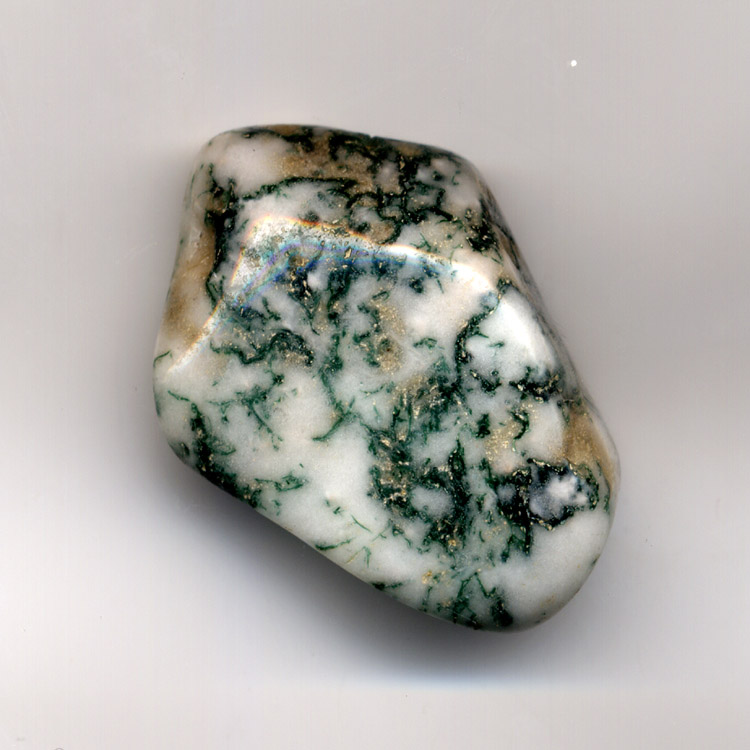
モスアゲート。立体的なデンドライトが含まれている。

マンガンは酸化物、水酸化物ともにデンドライトを生成しやすい。その他、デンドライトを生成しやすい鉱石に次のものがある。
- 赤鉄鉱 (α-Fe2O3)
- パイロルース鉱（英語版） (MnO2)
- バーネス鉱（英語版） (Na4Mn14O27・9H2O)
- コロナド鉱 (PbMn8O16)
- クリプトメレン鉱 (KMn8O16)
- ホランド鉱 (BaMn8O16)
- ロマネシュ鉱（英語版） ((Ba,H2O)Mn5O10)
- 轟石 ((Ba,Mn,Mg,Ca,K,Na)2Mn3O12・3H2O)

石灰岩（CaCO3）などのひび割れにマンガンや鉄などのイオンを含んだ液が流れ込み結晶化すると、デンドライトが生じやすい。石英やモスアゲート（メノウの一種）には立体的なデンドライトが生成する。
水もデンドライトを作りやすい物質である。また、スクシノニトリル（C2H4(CN)2）もデンドライトを作りやすいのでよく研究されている。

## デンドライトとショート
電池には金属イオンの液が使われており、その中で化学反応も起こっているので、デンドライトを生じやすい。析出する金属の量が少しでも、デンドライトになると長く伸びやすいので、容器などの表面を伝って生成し、電気配線をショートさせることがある。

## 鉱物学と古生物学

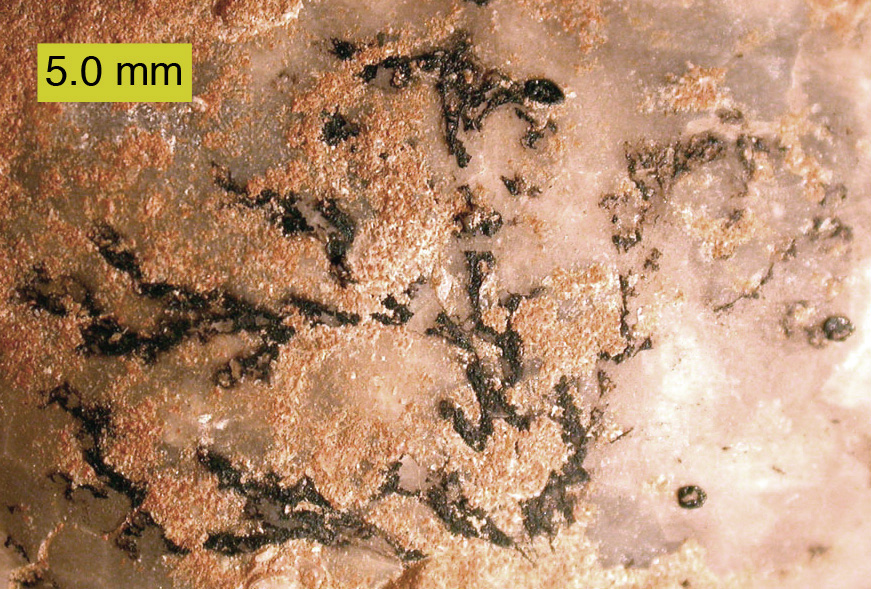
デンドライト状に見えるフデイシの化石

古生物学の研究において、デンドライトはよく化石と間違われる偽化石の一種である。逆にかつてはフデイシのような古生物が偽化石と間違われることもあった。